# Aymen Karoui
Aymen Karoui, né le 7 avril 1989, est un joueur tunisien de volley-ball. Il mesure 1,94 m et joue au poste de central.

## Clubs
- 1998-2012 : Saydia Sports (Tunisie)
- depuis 2012 : Espérance sportive de Tunis (Tunisie)

## Palmarès

### Équipe nationale
- Championnat du monde
  - 19e en 2010 ( Italie)
- Championnat d'Afrique des moins de 21 ans
  -  Vainqueur en 2008
- Championnat d'Afrique des moins de 19 ans
  -  Vainqueur en 2006

### Clubs
- Championnat d'Afrique des clubs champions
  -  Vainqueur en 2014 et 2021 ( Tunisie)
  -  Finaliste en 2013 ( Libye)
  -  Finaliste en 2015 ( Tunisie)
  -  Finaliste en 2016 ( Égypte)
- Championnat arabe des clubs champions
  -  Vainqueur en 2014 ( Tunisie)
- Championnat de Tunisie
  -  Vainqueur en 2010, 2015, 2016, 2018, 2019, 2020, 2021, 2022, 2023, 2024 et 2025
- Coupe de Tunisie
  -  Vainqueur en 2014, 2017, 2018, 2019, 2020, 2021, 2022, 2023, 2024 et 2025